# علی خردپژوه
علی خردپژوه (به انگلیسی: Ali Kheradpazhouh) ( ۱۴۰۲ تا ۱۳۲۰) خبرنگار ، استاد خبر ، کارشناس ارشد ، پیشکسوت عرصه رسانهٔ کشور و رئیس اسبق خبرگزاری جمهوری اسلامی ایران در استان های کرمان، هرمزگان، لرستان، یزد، اصفهان بوده است. او همچنین در چهار کشور آرژانتین، قزاقستان، عربستان و امارات متحده عربی بعنوان مدیر و خبرنگار فعالیت داشته است . 

## زندگینامه:
زنده یاد استاد و پیشکسوت خبری علی خردپژوه در ۱۳۲۰ در استان کرمان در شهر کرمان زاده شد. مادر ایشان از سادات جعفری اولیاء و پدر ایشان ارتشی و مسئول رمز لشکر بود علی خردپژوه اولین فرزند ذکور خانواده و ۱۴ سال داشت که پدرشان در جوانی در بیمارستان ارتش تهران از دنیا رفت وی برای کار به کارخانه قند بردسیر رفت و بعد از اعلام جذب نیروی کار وزارت بهداشت وقت آن زمان برای کمک به ریشه کنی بیماری مالاریا عازم مناطق گرمسیری شد و پس از بازگشت به کرمان در سال ۱۳۴۲ بعنوان خبر نویس و با گذراندن دوره سپنتای رادیویی آن زمان در رادیو کرمان استخدام شد و در سال ۱۳۴۵ با دوشیزه طاهره تحصیلی ازدواج کرد که حاصل این ازدواج پنج فرزند سه پسر و دو دختر بود و در سال ۱۳۴۶ به سمت مسئول دفتر نمایندگی کرمان در بندرعباس منصوب شد و با همسرشان برای تأسیس و راه اندازی دکل فرستنده رادیو فرمانداری کل هرمزگان راهی بندرعباس شدند که توسط مهندس دلفان راه اندازی شد و بعد چند سال فعالیت در رادیو بندرعباس به کرمان باز گشت و بعد چند مرحله ادغام در اداره اطلاعات و جهانگردی و پس از آن رئیس خبرگزاری پارس کرمان تا سال ۱۳۵۷ بود که در اوایل انقلاب در جریان تهیه خبر به همراه آقای محمدی سرپرست روزنامه کیهان از تظاهرات انقلابی در جلوی درب شهربانی وقت آن زمان توسط افسران شهربانی تا سرحد مرگ کتک خورد که افسر شهربانی با گذاشتن کلت خلاصی بروی سر به گمان اینکه ایشان تمام کرده از شلیک گلوله تیر خلاص منصرف می شود و بعد از رها کردن ایشان در خیابان توسط مردم به بیمارستان منتقل و به مدت یک ماه بستری بود و پس از پیروزی انقلاب اسلامی ایران به ریاست خبرگزاری پارس دفتر لرستان در زمان جنگ در سال ۱۳۶۰ - ۱۳۶۱ ایران و عراق منصوب شد و با ماموریت های متعدد به مناطق جنگی اعزام شد که در حین تهیه خبر بود که از ناحیه گوش آسیب دید و منجر به ناشنوا شدن گوش چپ شد و بعد از آن به کرمان باز گشت و تا پایان سال ۱۳۶۸ به ماموریت های خبری در جنگ در کنار حفظ سمت رئیس خبرگزاری جمهوری کرمان ادامه فعالیت خبری خود را داشت تا اینکه در سال ۱۳۷۲ به ماموریت خبری ۴۵ روزه به عربستان در کنار حج تمتع رفت و بعد از آن نیز در سال ۱۳۷۶ که به سمت مسئول خبرگزاری جمهوری اسلامی به استان یزد رفت و تا بازنشستگی آنجا بود که با حکم کوتاه مدت به ریاست خبرگزاری جمهوری اسلامی استان اصفهان منصوب شد و در سال ۱۳۸۰ باز نشسته شدند.ایشان نزدیک به ۴۰ سال با سابقه خبری به عنوان پیشکسوت خبر در استان کرمان، هرمزگان، لرستان، یزد، اصفهان و همچنین در چهار کشور آرژانتین، قزاقستان، عربستان و امارات متحده عربی بعنوان مدیر و خبرنگار فعالیت داشته است و در سن ۸۲ سالگی در سال ۱۴۰۲ در کرمان زادگاهش به رحمت خدا رفت.